# Hogdals landskommun
För landskommunen med detta namn i Bohuslän, se Hogdals landskommun, Bohuslän.
Hogdals landskommun var en kommun i Jämtlands län.

## Administrativ historik
Kommunen bildades som storkommun vid kommunreformen 1952 genom sammanläggning av de tidigare landskommunerna Överhogdal, Ytterhogdal och Ängersjö. Ängersjö hade i sin tur brutits ut ur Ytterhogdal år 1925. 
År 1971 infördes enhetlig kommuntyp och Hogdals landskommun ombildades därmed till den kortlivade Hogdals kommun som ägde bestånd till och med utgången av år 1973, varefter den gick upp i då nybildade Härjedalens kommun.
Kommunkoden var 2331.

### Kyrklig tillhörighet
I kyrkligt hänseende tillhörde kommunen församlingarna Ytterhogdal, Ängersjö och Överhogdal. Sedan 2006 omfattar Ytterhogdal, Överhogdal och Ängersjö församling samma område som Hogdals landskommun.

## Kommunvapnet
Hogdals landskommun förde inte något vapen.

## Förväxlingsrisk
Det fanns även en kommun med samma namn i Göteborgs och Bohus län. Den upphörde dock 1952 då den tillsammans med ytterligare tre kommuner bildade Vette landskommun. De två Hogdals kommun existerade alltså inte samtidigt.

## Geografi
Hogdals landskommun omfattade den 1 januari 1952 en areal av 1 418,28 km², varav 1 337,28 km² land.

### Tätorter i kommunen 1960
I Hogdals kommun fanns tätorten Ytterhogdal, som hade 931 invånare den 1 november 1960. Tätortsgraden i kommunen var då 33,7 procent.

## Politik

### Mandatfördelning i valen 1950-1970
| 3 | 22 | 10 |

| 33 |

| 3 | 21 | 7 | 4 |

| 33 |

| 3 | 21 | 3 | 4 | 4 |

| 34 |

| 2 | 24 | 4 | 3 | 2 |

| 33 |

| 5 | 19 | 5 | 3 | 3 |

| 33 |

| 3 | 19 | 10 | 3 |

| 33 |